# Tormes
El Tormes és un riu de la part central d'Espanya, un afluent del marge esquerre del Duero que neix al Prat Tormejón, a la Serra de Gredós, a Navarredonda de Gredos, província d'Àvila. Transcorre per l'esmentada província d'Àvila i la de Salamanca i desemboca al riu Duero al terme municipal de Villarino Dels Aires (Salamanca), a la zona denominada localment com Ambasaguas, després de recórrer 284 km.
A causa de les seves característiques aquest riu no assegura l'abastament d'aigua als nuclis de població en l'època estival i per això, el 1960 es va estrenar el Pantà de Santa Teresa, ja projectat per la Segona República com a «pantà de La Maya», amb una capacitat de 496 milions de metres cúbics que assegurava i regulava l'abastament d'aigua a l'estiu així com laminava les grans avingudes en època d'hivern. té el Pantà de Villagonzalo i a prop de la desembocadura al Duero el Pantà d'Ametlla, on el riu s'encaixona en murs de contenció rocosos, formant els anomenats Arribis del Tormes, que acompanyen el seu curs fins a la seva desembocadura al Duero.
El cognom de Lazarillo de Tormes prové del fet llegendari que va néixer en aquest riu.

## Localitats destacades per les que passa
Del nord al sud:
- Ledesma
- Salamanca
- Santa Marta de Tormes
- Alba de Tormes[3]
- Guijuelo
- Pont Del Congosto
- Navamorales
- El Losar
- El Barco de Ávila
- La Aliseda de Tormes
- Angostura de Tormes
- Hoyos del Espino
- Navacepeda de Tormes